# Франко, Алан Хавьер
А́лан Хавье́р Фра́нко (исп. Alan Javier Franco; родился 11 октября 1996 года, Авельянеда, провинция Буэнос-Айрес) — аргентинский футболист, защитник клуба «Сан-Паулу» и сборной Аргентины.

## Биография
Франко на юношеском уровне начинал заниматься футболом в клубе «Сан-Тельмо» из одноимённого района Буэнос-Айреса. В 2015 году перешёл в «Индепендьенте». В декабре 2016 года подписал профессиональный контракт. Первый матч за основу сыграл 30 января 2017 года в матче Летнего турнира в Мар-дель-Плате против «Расинга». Игра завершилась вничью 0:0, а в серии пенальти сильнее оказался «Расинг».
В основном составе в аргентинской Примере за «красных дьяволов» дебютировал 18 марта 2017 года в матче против «Сан-Мартина» из Сан-Хуана, игра завершилась вничью 0:0. До конца 2017 года Алан Франко сыграл в Примере 22 матча, а также ещё одну встречу провёл в розыгрыше Кубка Аргентины 2017/18, в которой «Инде» уступил «Атлетико Тукуману» 1:2.
Значительную роль Алан Франко сыграл в победе своей команды в розыгрыше Южноамериканского кубка 2017. Он сыграл во всех 12 матчах «рохос» в турнире, включая оба финальных матча против бразильского «Фламенго». В матче Второго раунда ЮАК-2017 Алан Франко забил свой первый и единственный на данный момент гол в профессиональной карьере. Он открыл счёт на 22-й минуте встречи против чилийского «Депортес Икике», а на 45-й минуте отдал голевую передачу на Нери Домингеса, благодаря чему счёт стал 4:0 в пользу «Индепендьенте». В итоге матч завершился со счётом 4:2. В ответной игре аргентинская команда вновь была сильнее 2:1 и вышла в ⅛ финала.
8 апреля 2021 года Франко перешёл в клуб MLS «Атланта Юнайтед», подписав пятилетний контракт по правилу назначенного игрока. Сумма трансфера по сведениям аргентинских журналистов составила $2,8 млн. За «Атланту Юнайтед» он дебютировал 27 апреля в первом матче четвертьфинала Лиги чемпионов КОНКАКАФ 2021 против другого американского клуба «Филадельфия Юнион». 28 августа 2022 года в матче против «Ди Си Юнайтед» забил свой первый гол за «Атланту Юнайтед».
5 января 2023 года Франко перешёл в бразильский «Сан-Паулу», подписав контракт до 31 декабря 2025 года с опцией продления ещё на год.
За сборную Аргентины Франко дебютировал 7 сентября 2018 года в товарищеском матче со сборной Гватемалы.

## Достижения
- Обладатель Южноамериканского кубка (1): 2017
- Обладатель Кубка Бразилии (1): 2023
- Обладатель Кубка банка Суруга (1): 2018